# エレイン・シェーファー
エレイン・シェーファー（Elaine Shaffer, 1925年10月22日 - 1973年2月19日）は、アメリカ合衆国出身の女性フルート奏者。
ペンシルヴァニア州アルトゥーナの生まれ。カーティス音楽院で、ウィリアム・キンケイド（1895年 - 1967年）に師事した。キンケイドはレオポルド・ストコフスキーにフィラデルフィア管弦楽団の首席奏者に指名されて以来40シーズンその地位に留まり、アメリカ・フルート界のグランドファーザーと称された人物である。キンケイドはシェーファーの「ラジオアイドル」であったが、18歳のシェーファーが彼に手紙を出すとすぐ返事が来て、シェーファーはキンケイドのオーディションを受け、弟子入りが叶った。2度目のレッスンの際、カーティス音楽院の奨学金が与えられることとなった。キンケイドは1967年、亡くなる少し前に、自身のパウエル製プラチナ・フルートをシェーファーに与え、この弟子の類い希なる才能に対する敬意を示そうとした。シェーファーの夫であった指揮者エフレム・クルツ（1900年 - 1995年）が1980年代、ナショナル・フルート協会のニューズレターで語ったところでは、キンケイドが最初の師匠であって、それまでシェーファーは独学でフルートを学んでいた。また高校時代、学校のオーケストラではティンパニを演奏していた。
1947年、クルツの務めるカンザス・シティ・フィルハーモニー管弦楽団の第2フルート奏者に就いた。翌1948年、クルツがカンザスからヒューストン交響楽団の音楽監督に移るのに伴って、シェーファーもヒューストンの首席フルート奏者に転出したが、1953年からこのオーケストラを離れて独奏者として活動するようになった。1955年には、前妻と離婚したクルツと結婚した。
1956年、エルネスト・ブロッホから『モーダル組曲』を献呈されている。ブロッホ以外にも、シェーファーはヴァイオリニスト・指揮者のユーディ・メニューイン、その妹でピアニストのヘプシバ・メニューイン、画家・版画家のマルク・シャガール、危機神学・弁証法神学（新正統主義）のカール・バルト、詩人・小説家のヘルマン・ヘッセといった多彩な世界的文化人たちと親しかった。
1959年、EMIに録音したモーツァルトのフルート協奏曲第1番は、批評家たちから絶賛された。アーロン・コープランドの『フルートとピアノのための二重奏曲』は、シェーファーの恩師キンケイドの追慕のために作られた曲であるが、シェーファーはキンケイドから譲り受けたプラチナ・フルートで、この曲を1971年に初演した。
1973年1月、『タイム』誌は、シェファーの並外れた才能を絶賛する記事を載せた。このようなキャリアの絶頂期のさなか、同年2月にロンドンで肺癌のため死去した。亡くなる2ヶ月前、コープランドの二重奏曲を作曲者自身のピアノ伴奏で録音し、この音源はソニーから2000年に再発売されている。
シェーファーの妹ビヴァリー・シェーファー・ガスト（Beverly Shaffer Gast）は、数百通もの姉の書簡を所有し、2011年に "Angel in Black: A Musical Life In Letters, 1925-1973"（Trafford Publishing）という著書を公刊した。そこでは、完全に男社会の当時のクラシック音楽界で女性音楽家がキャリアを築き上げるのにいかに困難が多かったか、例えば彼女の母校カーティスの教授でもあった大指揮者フリッツ・ライナーからは、オーディションのあとで「君は女性だから雇わない」と言われたことなどが、シェーファーの膨大な書簡を通じて記されているという